# Campeonato Europeu de Voleibol Masculino de 1995
O Campeonato Europeu de Voleibol Masculino de 1995 foi a 19ª edição deste torneio bianual que reúne as principais seleções europeias de voleibol masculino. A Confederação Europeia de Voleibol (CEV) foi a responsável pela organização do campeonato, que ocorreu na Grécia entre 8 e 16 de setembro de 1995. A Seleção Italiana de Voleibol Masculino sagrou-se campeã, conquistando assim seu terceiro título na história da competição.